# Hylotelephium pallescens
Hylotelephium pallescens là một loài thực vật có hoa trong họ Crassulaceae. Loài này được (Freyn) H. Ohba miêu tả khoa học đầu tiên năm 1977.